# Ópera do Malandro
Ópera do Malandro (trad. La Ópera del Malandro) es una obra musical brasileña de 1979, escrita por Chico Buarque y dirigida por Luiz Antônio Martinez Corrêa. La obra está inspirada en la clásica Beggar's Opera (trad. La Ópera del Mendigo) de John Gay y La Ópera de los Tres Centavos, de Bertolt Brecht y Kurt Weill. También es un homenaje póstumo a Paulo Pontes (1940-1976), un dramaturgo brasilero. 

## Sinopsis y análisis
La Ópera do Malandro revela rasgos pasados de la cultura brasileña que aún persisten en la actualidad. La historia gira en torno a Durán, un proxeneta disfrazado de vendedor exitoso; Vitória, una madam que vivía de la venta de su propio cuerpo; Teresinha, hija de Vitória, quien se enamora de Max, ciudadano de clase alta, vividor corrupto en complicidad con el jefe de la Policía, Chaves. Los demás personajes son prostitutas, presentadas aquí como empleadas de una tienda de ropa, así como Geni, una travesti promiscua que era atacada frecuentemente con piedras.
La acción de la obra se desarrolla en la década de 1940, en Río de Janeiro, y sus temas principales son la prohibición del juego, la prostitución y el contrabando. Durán, magnate de los burdeles, y el contrabandista Max son rivales. Su enemistad se agudiza cuando Teresinha, hija del primero, se casa en secreto con el segundo. A ritmo de samba, Bossa Nova y comedia la historia muestra a Vitória, esposa de Durán, en sus sueños de mujer respetable de alta sociedad; a Geni, travesti que juega siembre en los dos bandos; al cínico comisario de policía; a las amables “funcionarias” de los prostíbulos y a los elegantes compinches de Max.
Todas las canciones están compuestas por Chico Buarque, quien por su brillo logra hacerlas en armonía con el texto. La canción Geni e o Zepelim (la obertura), habla de un travesti cuyo único don o habilidad es ser un "poste de azotes" para el barrio. Este hecho, que sólo se revela a los espectadores del programa, significa que ella no tiene ningún valor. Sin embargo, cuando el capitán de un brillante zepelín se propone bombardear la ciudad, aceptando cambiar de opinión sólo si tiene un encuentro de una noche con el travesti, todos los ciudadanos le piden que consienta los deseos del capitán.
Las canciones siguen el patrón de versos rimados y métricos, según la tradición intelectual de la familia del autor.

## Primera actuación
La fuente oficial da la siguiente información: 
Equipo técnico:
- Director general: Luiz Antônio Martinez Corrêa
- Asistente del director general: João Carlos Motta
- Escenografía: Mauricio Sette
- Asistente de escenografía: Rita Murtinho
- Dirección musical: John Neschling
- Asistente del director musical: Paulo Sauer
- Arreglo: John Neschling, Paulo Sauer
- Directora vocal interpretativa: Glorinha Beutenmuller
- Director cabo: Fernando Pinto
- Iluminación: Jorge Carvalho
- Guion: Mauricio Arraes

Elenco - en orden de aparición:
- El productor: Ary Fontoura
- La matriarca: María Alice Vergueiro
- João Alegre: Nadinho Da Ilha
- Durán: Ary Fontoura
- Victoria: María Alice Vergueiro
- Teresinha: Marieta Severo
- Max: Otávio Augusto
- Lucía: Elba Ramalho
- Genio: Emiliano Queirós
- Barrabás: Ivens Godinho
- Johnny Walker: Vander De Castro
- Phillip Morris: Pascual Villamboim
- Big Bem: Iván De Almeida
- General Eletric : Vicente Barcelos
- Dóris Pelanca: Ilva Niño
- Fichinha: Cidinha Milán
- Dorinha Tubão: Elza De Andrade
- Shirley Paquete: Neuza Borges
- Jussara Pé De Anjo: María Alves
- Mimi Bibelô: Cláudia Jiménez

## Lista de números musicales
Las canciones utilizadas en la obra son: 
- O malandro (Mack the Knife) (B.Brecht, K.Weill)
- Hino de Duran (Chico Buarque)
- Viver de amor (Chico Buarque)
- Uma canção desnaturada (Chico Buarque)
- Tango do Covil (Chico Buarque)
- Dez anos (Chico Buarque)
- O casamento dos pequenos burgueses (Chico Buarque)
- Teresinha (Chico Buarque)
- Homenagem ao malandro (Chico Buarque)
- Folhetim (Chico Buarque)
- Ai, se eles me pegam agora (Chico Buarque)
- O meu amor (Chico Buarque)
- Se eu fosse o teu patrão (Chico Buarque)
- Geni e o Zepelim (Chico Buarque)
- Pedaço de mim (Chico Buarque)
- Ópera do Malandro (Adpt. y texto de Chico Buarque sobre fragmentos de "Rigoletto" de Verdi, "Carmen" de Bizet, "Aida" de Verdi, "La Traviata" de Verdi y Taunhauser de Wagner)
- O malandro nº 2 (Mack the Knife) (Chico Buarque)

## Recepción
La mayoría de las críticas fueron positivas y elogiaron la veracidad de su retrato de la hipócrita sociedad brasileña de los años 40 y 70.   